# Secrets (film, 1997)
Pour les articles homonymes, voir Secrets.
Secrets (A Thousand Acres) est un film américain réalisé par Jocelyn Moorhouse, sorti en 1997.

## Synopsis
Le vieux Larry Cook, sentant ses forces décliner, décide de partager son domaine entre ses trois filles, Ginny, Rose et Caroline. Dominateur et ombrageux, le patriarche exerce depuis toujours sur ses filles une autorité pesante, qui ne souffre aucune contestation. Surprise par cette annonce, Caroline, la cadette, jeune avocate qui n'entretient plus que des liens distants avec la famille, émet quelques reserves, qui poussent Larry à l'exclure du partage. Puis, convaincu d'être rejeté par ses filles, le patriarche décide de faire annuler l'acte de cession.

## Fiche technique
- Titre : Secrets
- Titre original : A Thousand Acres
- Réalisation : Jocelyn Moorhouse
- Scénario : Laura Jones, d'après le roman de Jane Smiley
- Pays de production :  États-Unis
- Langue originale : anglais
- Genre : drame
- Durée : 105 minutes
- Dates de sortie : 
  - États-Unis : 19 septembre 1997
  - France : 13 mai 1998

## Distribution
- Michelle Pfeiffer (VF : Emmanuèle Bondeville) : Rose Cook Lewis
- Jessica Lange (VF : Corinne Le Poulain) : Ginny Cook Smith
- Jennifer Jason Leigh : Caroline Cook
- Colin Firth : Jess Clark
- Jason Robards : Larry Cook
- Kevin Anderson (en) : Pete Lewis
- Keith Carradine : Ty Smith
- Pat Hingle : Harold Clark
- Michelle Williams : Pammy
- Ray Baker : Wallace Crockett

## Distinctions
- Golden Globes 1998 : nomination au Golden Globe de la meilleure actrice dans un film dramatique pour Jessica Lange